# Elisabethiella pectinata
Elisabethiella pectinata är en stekelart som först beskrevs av Joseph 1959.  Elisabethiella pectinata ingår i släktet Elisabethiella och familjen fikonsteklar. Inga underarter finns listade i Catalogue of Life.